# 궁 (드라마)
《궁》(宮)은 2006년 1월 11일부터 2006년 3월 30일까지 방영한 문화방송 수목드라마이다.

## 줄거리
대한민국이 1945년(광화 원년)에 8.15 광복과 함께 구 황실을 복권하고 입헌군주제를 도입해 현재 황실이 존재한다는 가정의 대체 역사에서 시작하는 이 드라마는 박소희의 '궁'을 원작으로 한다.
2006년(인화 14년) 어느 예술고등학교에 다니는 지극히 평범한 여고생 신채경(윤은혜 분)은 어른들의 약속으로 어쩔 수 없이 이미 민효린(송지효 분)과 사귀고 있던 황태자 이신(주지훈 분)과 결혼해 황태자비가 된다. 그러나 황제(박찬환 분)의 건강이 나빠지면서 후사의 문제가 생기기 시작한다.
그때 영국에서 14년간 망명 생활을 하다가 돌아온 혜정궁 서화영(심혜진 분)과 황위계승 서열 2위인 의성군 이율(김정훈 분)이 차기 황위를 노리고 돌아오고 돌아온 의성군이 신채경에게 연모의 감정을 느끼게 되자 궁중은 점차 혼란의 소용돌이에 휩싸이게 된다.

## 출연진

### 주요 인물
- 윤은혜 : 신채경 역 - 황태자비 (아역: 김유정)
- 주지훈 : 이신 역 - 황태자 (아역: 최수한)
- 송지효 : 민효린 역
- 김정훈 : 이율 역 - 의성군 → 의성대군 (아역: 임종궁)

### 이신의 가족
- 박찬환 : 황제 이현 역
- 윤유선 : 황후 민씨 역
- 김혜자 : 황태후 박씨 역 - 황태후 → 태황태후
- 이윤지 : 혜명공주 역 - 공주 → 여황제

### 신채경의 가족
- 강남길 : 채경아빠 역 - 부원군
- 임예진 : 채경엄마 역 - 부부인
- 김석 : 신채준 역 - 채경의 남동생

### 이율의 가족
- 심혜진 : 화영 역. 효열태자비 → 혜정궁 → 황태후 서씨. 의성군 율의 모친

### 황실사람들
- 이호재 : 공내관 역 - 율의 담당내관 → 황태자담당
- 권연우 : 곽상궁 역 - 황태후전 → 태후전
- 윤희주 : 박상궁 역 - 황후전
- 원미원 : 서상궁 역 - 전 이수 황태자와 율의 유모. 태황태후전 지밀상궁
- 전수연 : 최상궁 역 - 황태자비 훈육담당
- 이태리 : 방나인 역 - 황태자비전
- 정경 : 천나인 역 - 황태자비전
- 김동석 : 수행원1 역 - 황태자 수행담당
- 손준형 : 수행원2 역 - 황태자 수행담당
- 강왕수 : 황태자 익위사1 역
- 진광운 : 황태자 익위사2 역
- 최춘범 : 황태자 익위사3 역
- 양윤영 : 황태자비 익위사1 역
- 최윤경 : 황태자비 익위사2 역
- 정하은 : 황태자비 익위사3 역

### 이신의 친구들
- 이용주 : 장경 역
- 엄성모 : 류환 역
- 최성준 : 강인 역

### 신채경의 친구들
- 전여진 : 이강현 역
- 이은 : 김순영 역
- 단지 : 윤희승 역

### 그 외 인물
- 박라디아 : 민효린의 발레 교수 역
- 류시현 : 채경이네 반 담임선생님 역
- 윤순홍 : 최 국장 역 - 효열태자의 친구. 기자
- 박정우 : 충화 역 - 황태후 서씨(서화영)의 비서
- 함은정 : 발레 연습생 역
- 윤이나
- 장현아
- 송준호
- 이상이
- 최은석 : 사채업자 역
- 신준영 : 사채업자 역
- 이윤상 : 법원에서 나온 집행관 역
- 염선미
- 김광규 : 학생주임 역 - 채경이네 학교
- 이정훈
- 문회원 : 당숙 역 - 황실 종친
- 신복숙 : 민효린의 어머니 역

### 특별출연
- 최불암 : 성조 황제 역
- 김상중 : 효열태자 이수 역 - 후에 황제로 추존 (사진으로만 출연)
- 박웅 : 신채경의 할아버지 역 (사진으로만 출연)
- 이윤철 : '황태자 부부와 함께'의 방송 진행자 역 (20,21화)

## 시청률
최저 시청률과 최고 시청률은 시청률 조사회사와 지역별로 시청률에 차이가 있을 수 있습니다.
| 2006년      | 2006년      | 2006년         | 2006년         | 2006년       |
| 회차        | 방송일      | TNmS 시청률    | AGB 시청률     | AGB 시청률   |
| 회차        | 방송일      | 대한민국(전국) | 대한민국(전국) | 서울(수도권) |
| ----------- | ----------- | -------------- | -------------- | ------------ |
| 제1회       | 1월 11일    | 16.2%          | 15.6%          | 16.9%        |
| 제2회       | 1월 12일    | 16.0%          | 16.2%          | 17.2%        |
| 제3회       | 1월 18일    | 14.3%          | 15.4%          | 15.8%        |
| 제4회       | 1월 19일    | 15.1%          | 16.8%          | 18.1%        |
| 제5회       | 1월 25일    | 19.7%          | 20.4%          | 21.3%        |
| 제6회       | 1월 26일    | 16.5%          | 16.2%          | 17.4%        |
| 제7회       | 2월 1일     | 13.7%          | 12.8%          | 13.3%        |
| 제8회       | 2월 2일     | 18.6%          | 16.8%          | 17.5%        |
| 제9회       | 2월 8일     | 24.0%          | 23.2%          | 25.2%        |
| 제10회      | 2월 9일     | 25.2%          | 23.2%          | 24.8%        |
| 제11회      | 2월 15일    | 24.5%          | 23.2%          | 24.7%        |
| 제12회      | 2월 16일    | 25.6%          | 23.9%          | 25.5%        |
| 제13회      | 2월 22일    | 25.0%          | 23.1%          | 24.8%        |
| 제14회      | 2월 23일    | 26.7%          | 24.8%          | 26.6%        |
| 제15회      | 3월 2일     | 27.9%          | 27.1%          | 28.4%        |
| 제16회      | 3월 2일     | 24.3%          | 23.2%          | 24.5%        |
| 제17회      | 3월 8일     | 25.8%          | 25.1%          | 26.2%        |
| 제18회      | 3월 9일     | 26.6%          | 26.3%          | 28.7%        |
| 제19회      | 3월 15일    | 27.0%          | 25.0%          | 26.9%        |
| 제20회      | 3월 16일    | 27.1%          | 26.6%          | 28.1%        |
| 제21회      | 3월 22일    | 24.6%          | 23.6%          | 24.1%        |
| 제22회      | 3월 23일    | 24.4%          | 23.3%          | 24.1%        |
| 제23회      | 3월 29일    | 25.4%          | 23.5%          | 24.8%        |
| 제24회      | 3월 30일    | 28.3%          | 25.6%          | 27.3%        |
| 평균 시청률 | 평균 시청률 | 22.6%          | 21.7%          | 23.0%        |

## 연장
- 궁 방영 분량이 20부작에서 4회 연장되어 24부작으로 변경 및 확정되었다.

## 수상 경력
- 2006년 제1회 서울 드라마 어워즈 미술상 민언옥
- 2006년 MBC 연기대상 여자 신인상 윤은혜
- 2006년 MBC 연기대상 남자 신인상 주지훈

## 연표
- 광화 원년 1945 - 8.15 광복과 함께 해외에서 독립운동을 하던 성조(聖祖) 귀국. 국민들의 요구로 구 황실을 복권하고, 입헌군주제를 도입해 대한민국 수립. 성조가 황제로 즉위, 연호는 광화(光化).
- 광화 40년 1984 - 성조의 장남인 황태자 이수, 영화배우 서화영을 황태자비로 맞아들이다.
- 광화 41년 1985 - 성조의 차남인 효성대군 이현, 명문가 출신인 민씨를 부부인으로 받아들이다.
- 광화 43년 1987 - 효성대군 이현의 딸인 혜명옹주 탄생.
- 광화 44년 1988 - 황태자 이수의 아들, 율 탄생. 효성대군 이현의 아들, 신 탄생.
- 광화 47년 1991 - 성조와 채경의 조부가 각자의 손자, 손녀의 정혼 약속.
- 광화 48년 1992 - 황태자 이수, 교통사고로 사망. 효성대군 이현이 황태자로, 부부인 민씨가 황태자비로 책봉. 혜정궁 궁호를 받은 서화영, 영국으로 율과 떠나다.
- 광화 49년/인화 원년 1993 - 성조 붕어, 시호는 무황제(武皇帝). 황태자 이현이 황제로 즉위, 연호는 인화(仁化). 황태자비 민씨가 황후로, 혜명옹주가 공주로 승봉.
- 인화 3년 1995 - 신, 황태자로 책봉.
- 인화 12년 2004 - 이신, 한국예술고등학교 영화과 입학. 이율, 영국 디자인 아트스쿨 입학.
- 인화 14년 2006 - 황태자 이신, 같은 학교 신채경과의 정혼을 받아들이다.

## 해외 방송
- 베트남: HTV7.
- 칠레: ETC (2016년-2017년).
- 터키: TRT 1 (2008년).
- 필리핀: ABS-CBN (2006년).
- 중국:CETV(2006년)

## 참고 사항

### 제작에 관해
- 당초 KBS 2TV에서 방영할 예정이었는데, KBS 드라마본부의 전기상 PD는 자신이 연출한 작품이자 제작사(당시 '에이트픽스')에서 만든 KBS 2TV의 드라마 <보디가드>를 통해 제작사와 인연을 맺어 <궁>을 차기작으로 준비하게[3] 됐다.
- 하지만, 여러 가지 사정으로 KBS에서 방송하지 못하자 전기상은 <쾌걸춘향>으로 선회한 바[4] 있었으며 원래 2006년 3월 편성 예정이었으나 1월 방영 계획이었던 <내가 나빴다>가 좌초되자 앞당겨졌고[5] 이 과정에서 윤유선이 동시간대 KBS 2TV 《굿바이 솔로》와 본의 아니게 겹치기 출연을[6] 해야 했다.

### 캐스팅
- 이유리가 여주인공 후보 1순위였으나 SBS <사랑과 야망> 캐스팅으로 고사했다.[7]
- 김성령이 캐스팅 물망에 거론되기도 했으나[8] 스스로 포기했다.

## 같이 보기
- 궁S : 《궁》의 속편. 2007년 초 문화방송에서 방영된 드라마
- 황후의 품격 : 2018년 하반기에 SBS에서 방영된 수목미니시리즈